# Atriplex socotranum
Atriplex socotranum är en amarantväxtart som beskrevs av Friedrich Vierhapper. Atriplex socotranum ingår i släktet fetmållor, och familjen amarantväxter. Inga underarter finns listade i Catalogue of Life.